# Cemitério Judaico de Braunsbach
O Cemitério Judaico de Braunsbach (em alemão:  Jüdische Friedhof Braunsbach) é um cemitério judaico em Braunsbach, um município no distrito de Schwäbisch Hall no norte de Baden-Württemberg, Alemanha.